# Hemipilia
Hemipilia, biljni rod zeljastog bilja iz porodice orhideja (Orchidaceae), red Asparagales. Prizbnate su 62 vrste rasprostranjene u istočnoj Europi i dijelovima Azije; rastu navisinama od  800-3 500 m.

## Vrste
1. Hemipilia alpestris (Fukuy.) Y.Tang & H.Peng
2. Hemipilia amplexifolia (Tang & F.T.Wang) Y.Tang & H.Peng
3. Hemipilia basifoliata (Finet) Y.Tang & H.Peng
4. Hemipilia bidupensis Aver.
5. Hemipilia bifoliata (Tang & F.T.Wang) Y.Tang & H.Peng
6. Hemipilia brevicalcarata Finet
7. Hemipilia calcicola (W.W.Sm.) Y.Tang & H.Peng
8. Hemipilia calophylla C.S.P.Parish & Rchb.f.
9. Hemipilia camptoceras (Rolfe ex Hemsl.) Y.Tang & H.Peng
10. Hemipilia capitata (Tang & F.T.Wang) Y.Tang & H.Peng
11. Hemipilia chusua (D.Don) Y.Tang & H.Peng
12. Hemipilia compacta (Schltr.) Y.Tang & H.Peng
13. Hemipilia cordifolia Lindl.
14. Hemipilia crassicalcarata S.S.Chien
15. Hemipilia crenulata (Soó) Y.Tang & H.Peng
16. Hemipilia cucullata (L.) Y.Tang, H.Peng & T.Yukawa
17. Hemipilia discolor Aver. & Averyanova
18. Hemipilia dolichocentra (Tang, F.T.Wang & K.Y.Lang) Y.Tang & H.Peng
19. Hemipilia exilis (Ames & Schltr.) Y.Tang & H.Peng
20. Hemipilia faberi (Rolfe) Y.Tang & H.Peng
21. Hemipilia farreri (Schltr.) Y.Tang & H.Peng
22. Hemipilia flabellata Bureau & Franch.
23. Hemipilia forrestii Rolfe
24. Hemipilia fujisanensis (Sugim.) Y.Tang, H.Peng & T.Yukawa
25. Hemipilia galeata Ying Tang, X.X.Zhu & H.Peng
26. Hemipilia gonggashanica (K.Y.Lang) Y.Tang & H.Peng
27. Hemipilia gracilis (Blume) Y.Tang, H.Peng & T.Yukawa
28. Hemipilia graminifolia (Rchb.f.) Y.Tang, H.Peng & T.Yukawa
29. Hemipilia hemipilioides (Finet) Y.Tang & H.Peng
30. Hemipilia henryi Rolfe
31. Hemipilia joo-iokiana (Makino) Y.Tang, H.Peng & T.Yukawa
32. Hemipilia keiskei (Finet) Y.Tang, H.Peng & T.Yukawa
33. Hemipilia kinoshitae (Makino) Y.Tang, H.Peng & T.Yukawa
34. Hemipilia kiraishiensis (Hayata) Y.Tang & H.Peng
35. Hemipilia kwangsiensis Tang & F.T.Wang ex K.Y.Lang
36. Hemipilia lepida (Rchb.f.) Y.Tang, H.Peng & T.Yukawa
37. Hemipilia limprichtii Schltr.
38. Hemipilia luteola (K.Y.Lang & S.C.Chen) Y.Tang & H.Peng
39. Hemipilia × mixta Ormerod
40. Hemipilia monantha (Finet) Y.Tang & H.Peng
41. Hemipilia oblonga (K.Y.Lang) Y.Tang & H.Peng
42. Hemipilia omeishanica (Tang, F.T.Wang & K.Y.Lang) Y.Tang & H.Peng
43. Hemipilia ovata (K.Y.Lang) Y.Tang & H.Peng
44. Hemipilia parceflora (Finet) Y.Tang & H.Peng
45. Hemipilia physoceras (Schltr.) Y.Tang & H.Peng
46. Hemipilia pinguicula (Rchb.f. & S.Moore) Y.Tang & H.Peng
47. Hemipilia puberula (King & Pantl.) Y.Tang & H.Peng
48. Hemipilia pugeensis (K.Y.Lang) Y.Tang & H.Peng
49. Hemipilia purpureopunctata (K.Y.Lang) X.H.Jin, Schuit. & W.T.Jin
50. Hemipilia renzii (Deva & H.B.Naithani) Y.Tang & H.Peng
51. Hemipilia secundiflora (Kraenzl.) Y.Tang & H.Peng
52. Hemipilia sichuanica (K.Y.Lang) Y.Tang & H.Peng
53. Hemipilia simplex (Tang & F.T.Wang) Y.Tang & H.Peng
54. Hemipilia taiwanensis (Fukuy.) Y.Tang & H.Peng
55. Hemipilia takasago-montana (Masam.) Y.Tang & H.Peng
56. Hemipilia tetraloba (Finet) Y.Tang & H.Peng
57. Hemipilia thailandica (Seidenf. & Thaithong) Y.Tang & H.Peng
58. Hemipilia tibetica (Schltr.) Y.Tang & H.Peng
59. Hemipilia tominagae (Hayata) Y.Tang & H.Peng
60. Hemipilia trifurcata (Tang, F.T.Wang & K.Y.Lang) Y.Tang & H.Peng
61. Hemipilia wenshanensis (W.H.Chen, Y.M.Shui & K.Y.Lang) Y.Tang & H.Peng
62. Hemipilia yueana (Tang & F.T.Wang) Y.Tang & H.Peng
63. Hemipilia yunnanensis Schltr.

## Sinonimi
- Amitostigma Schltr.
- Chusua Nevski
- Hemipiliopsis Y.B.Luo & S.C.Chen
- Mitostigma Blume
- Neottianthe (Rchb.) Schltr.
- Phaniasia Blume ex Miq.
- Ponerorchis Rchb.f.
- Shizhenia X.H.Jin, Lu Q.Huang, W.T.Jin & X.G.Xiang
- Symphyosepalum Hand.-Mazz.